# Mikołaj Albergati
Niccolò Albergati (ur. 1375, Bolonia — zm. 9 maja 1443, Siena) – włoski duchowny katolicki, kardynał.
Pochodził z Bolonii i w wieku 11 lat rozpoczął naukę na miejscowym uniwersytecie. W 1395 wstąpił do zakonu kartuzów, a dziewięć lat później przyjął święcenia kapłańskie. W 1417 został wybrany na biskupa Bolonii, którym pozostał aż do śmierci. Mimo nominacji biskupiej nadal przestrzegał surowej reguły zakonnej. Jego działalność reformatorska we własnym zakonie oraz diecezji oraz na rzecz odbudowy autorytetu papieskiego, osłabionego w okresie niewoli awiniońskiej i wielkiej schizmy zachodniej, została dostrzeżona przez papieża Marcina V, który w 1426 mianował go kardynałem prezbiterem Santa Croce in Gerusalemme. Wielokrotnie służył jako legat papieski we Francji (1422, 1431 i 1435) i Lombardii (1426, 1427 i 1430). Nie uczestniczył w konklawe 1431. W 1432, 1434 i 1436 był legatem Eugeniusza IV na Sobór w Bazylei. Wielki penitencjariusz od grudnia 1438. Przewodniczył otwarciu soboru w Ferrarze w styczniu 1438; uczestniczył w nim także po przeniesieniu obrad do Florencji w roku następnym. Brał aktywny udział w przygotowaniach do unii z Kościołem Greckim. Archiprezbiter Bazyliki Matki Bożej Większej od 1439.
Kardynał Albergati był wielkim protektorem pisarzy, uczonych i humanistów. Wśród jego protegowanych byli m.in. dwaj późniejsi papieże-humaniści: Tommaso Parentucelli (papież Mikołaj V) i Eneasz Piccolomini (Pius II). Ponadto jest autorem wielu traktatów teologicznych, zbiorów kazań i listów. Papież Benedykt XIV w 1744 roku formalnie zaaprobował jego kult jako błogosławionego.